# 矛鯛
矛鯛為輻鰭魚綱鱸形目鱸亞目鯛科的其中一種，分布於西印度洋區，從波斯灣至印度海域，體長可達50公分，棲息在沿岸海域，可做為食用魚。